# Lavaur (Tarn)
Lavaur település Franciaországban, Tarn megyében. Lakosainak száma 10 884 fő (2022. január 1.). Lavaur Saint-Jean-de-Rives, Verfeil, Ambres, Belcastel, Fiac, Garrigues, Labastide-Saint-Georges, Lacougotte-Cadoul, Lugan, Marzens, Massac-Séran, Saint-Agnan, Teyssode, Viterbe és Viviers-lès-Lavaur községekkel határos.

## Népesség
A település népességének változása:
| Lakosok száma | 10 691 | 10 699 | 11 268 | 10 811 | 10 671 | 10 879 | 10 820 | 10 830 | 10 884 |
|               | 2013   | 2015   | 2016   | 2017   | 2018   | 2019   | 2020   | 2021   | 2022   |